# KLRG1
KLRG1‏ (Killer cell lectin like receptor G1) هوَ بروتين يُشَفر بواسطة جين KLRG1 في الإنسان.